# 百联集团
百聯集團有限公司，簡稱百聯集團（英語：Bailian Group Company Limited），是一家总部设立于上海的国有独资公司。

## 历史
它作为一家控股公司是由原上海一百（集團）有限公司、華聯（集團）有限公司、上海友誼（集團）有限公司，以及上海物資（集團）總公司於2003年組建而成的。集团包括百联股份（上交所：600827）、联华超市（港交所：0980）、物貿股份、友誼股份和第一医药5个上市公司，此外還有原上海华联商厦改名而來的永安百貨。集团在职员工9万余人，从业员工17余万人，是国内最大的商贸流通集团。
经营范围有百货、标准超市、大卖场、便利店、购物中心、品牌折扣店、专业专卖店、电商和物流等，主要品牌包括第一百货商店、永安百货、东方商厦、第一八佰伴、百联南方、西郊、中环、又一城等购物中心、百联E城网上购物商城；百联奥特莱斯品牌折扣店以及可颂坊、好美家、华联吉买盛、吴良材和茂昌眼镜等，遍布全国 25 个省市近6000家营业网点。
百联集团在2012年中国连锁百强中位列第二名，在中国企业500强中位列第84位，同时也在财富世界500强中排名第466位，營業收入為252亿美元。

## 画廊

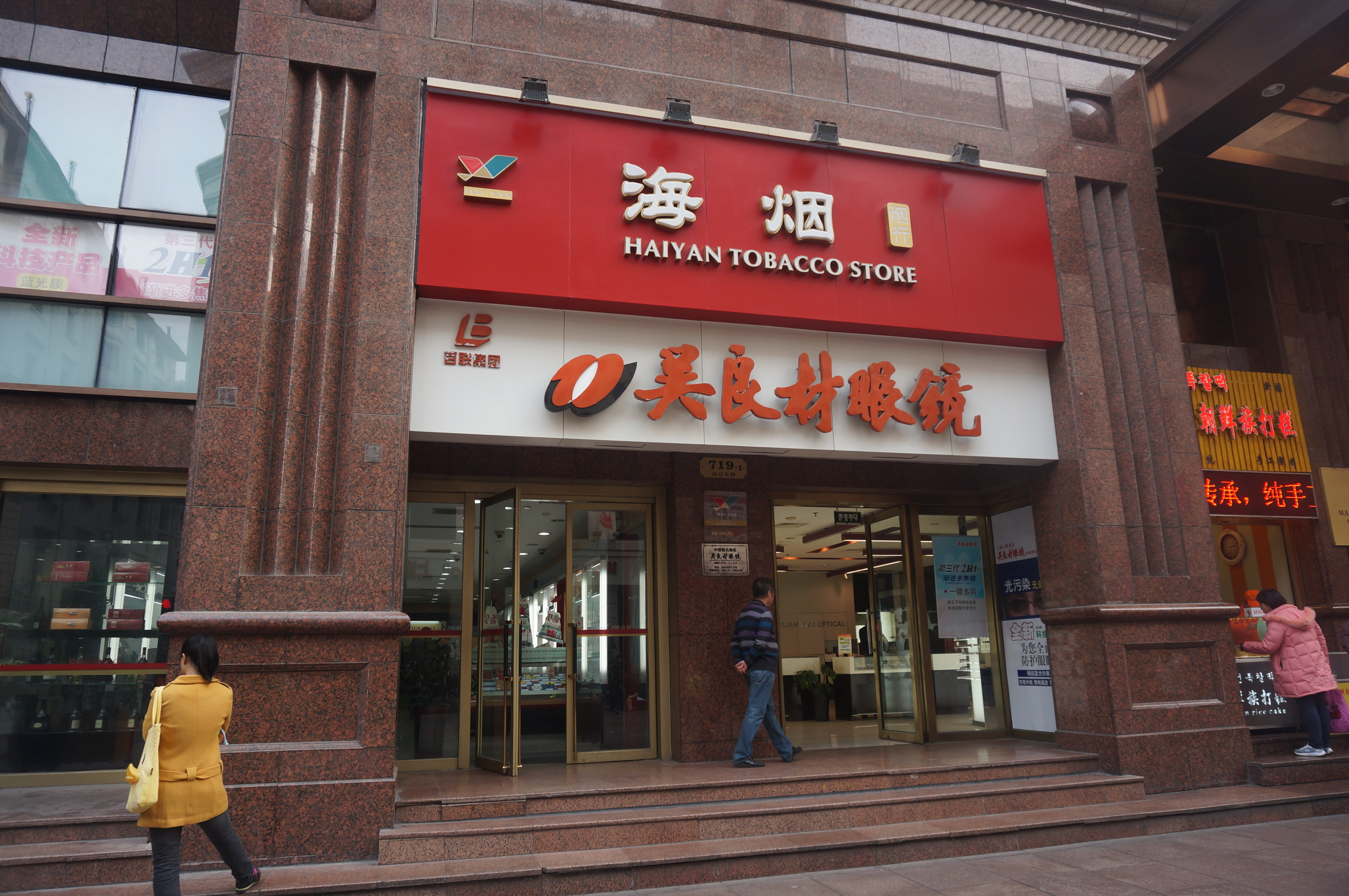
在上海南京东路上的吴良材眼镜店
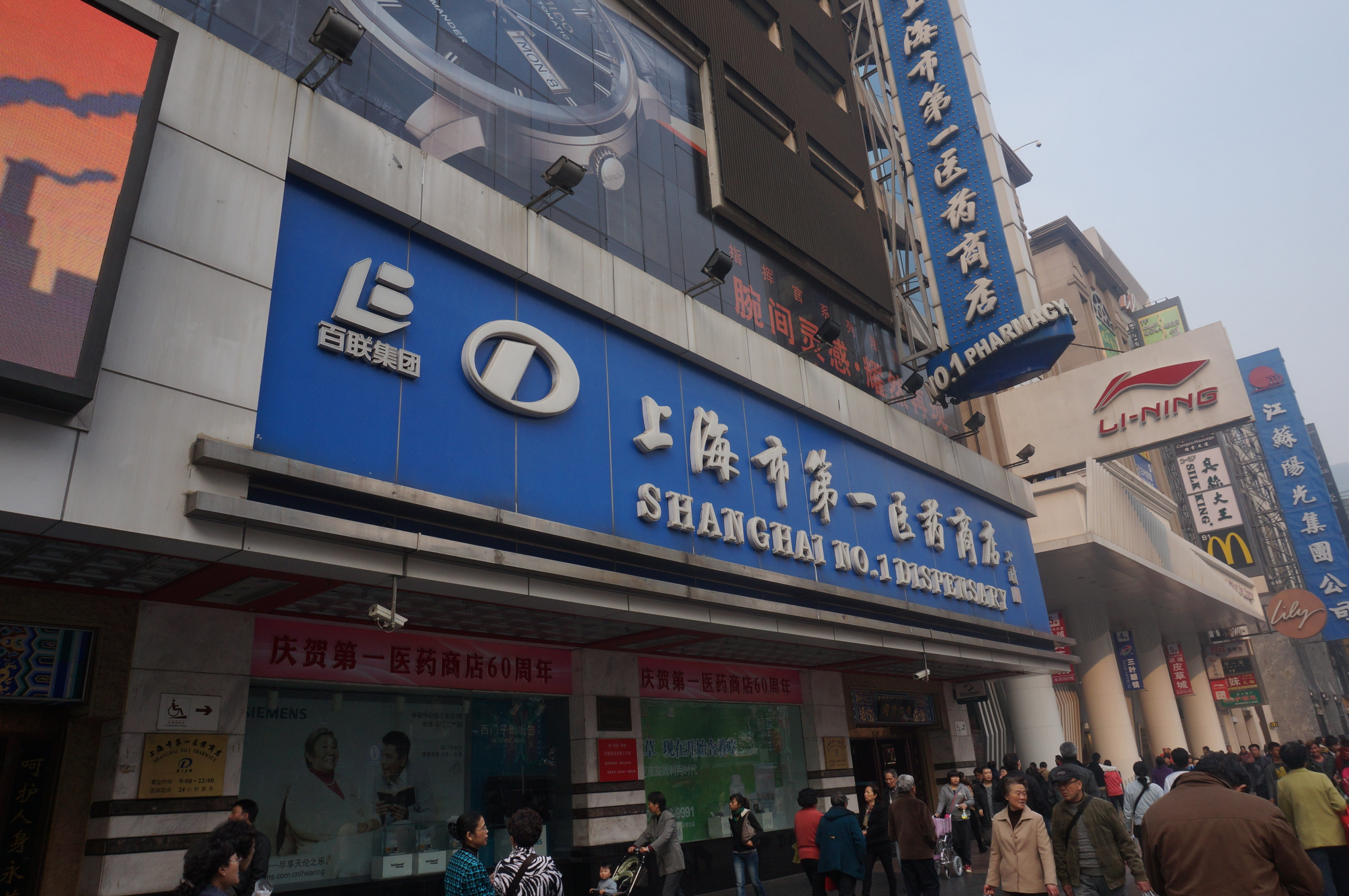
在上海南京东路上的上海第一医药商店
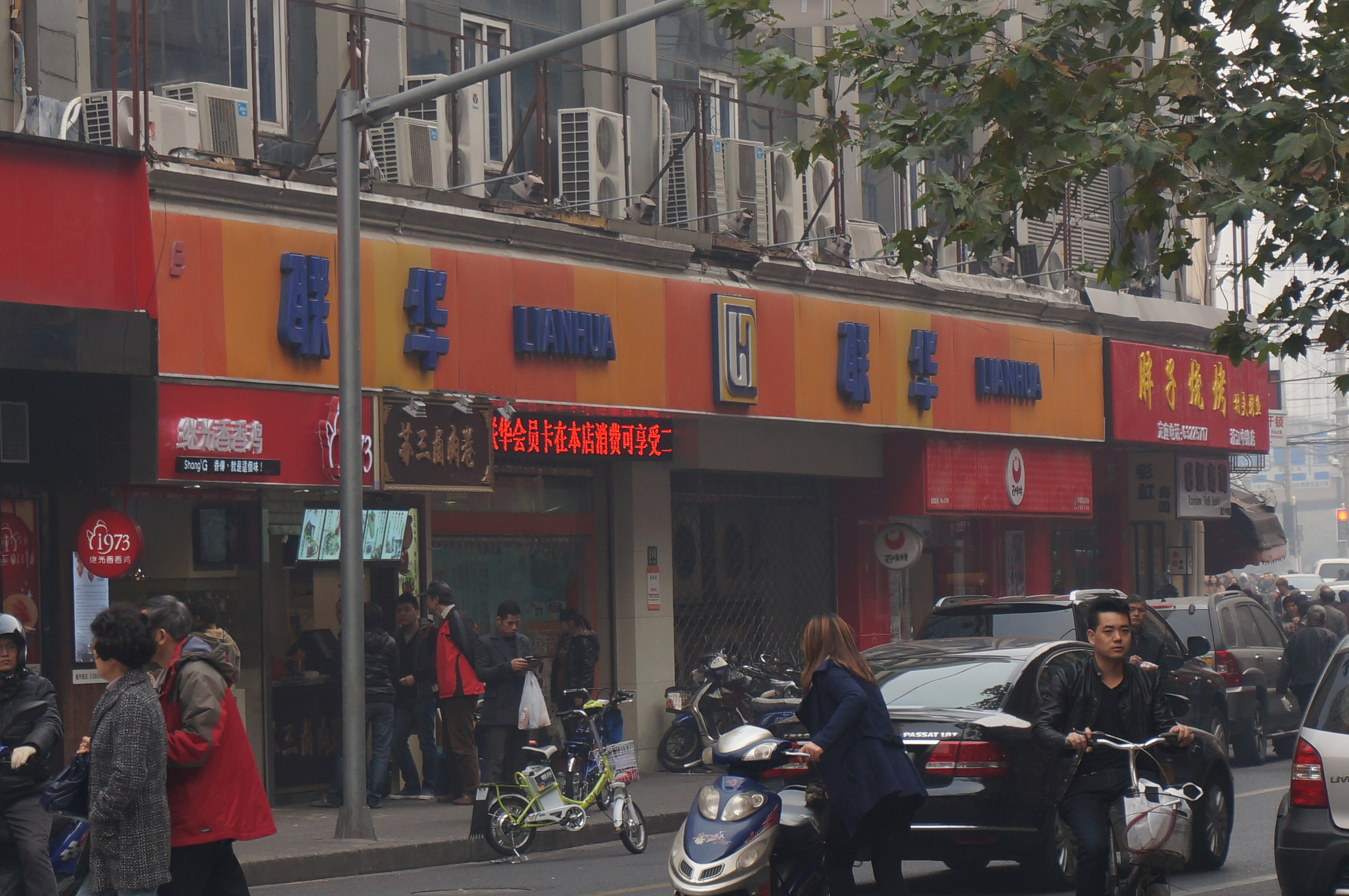
在上海黄浦区的一家联华超市店铺
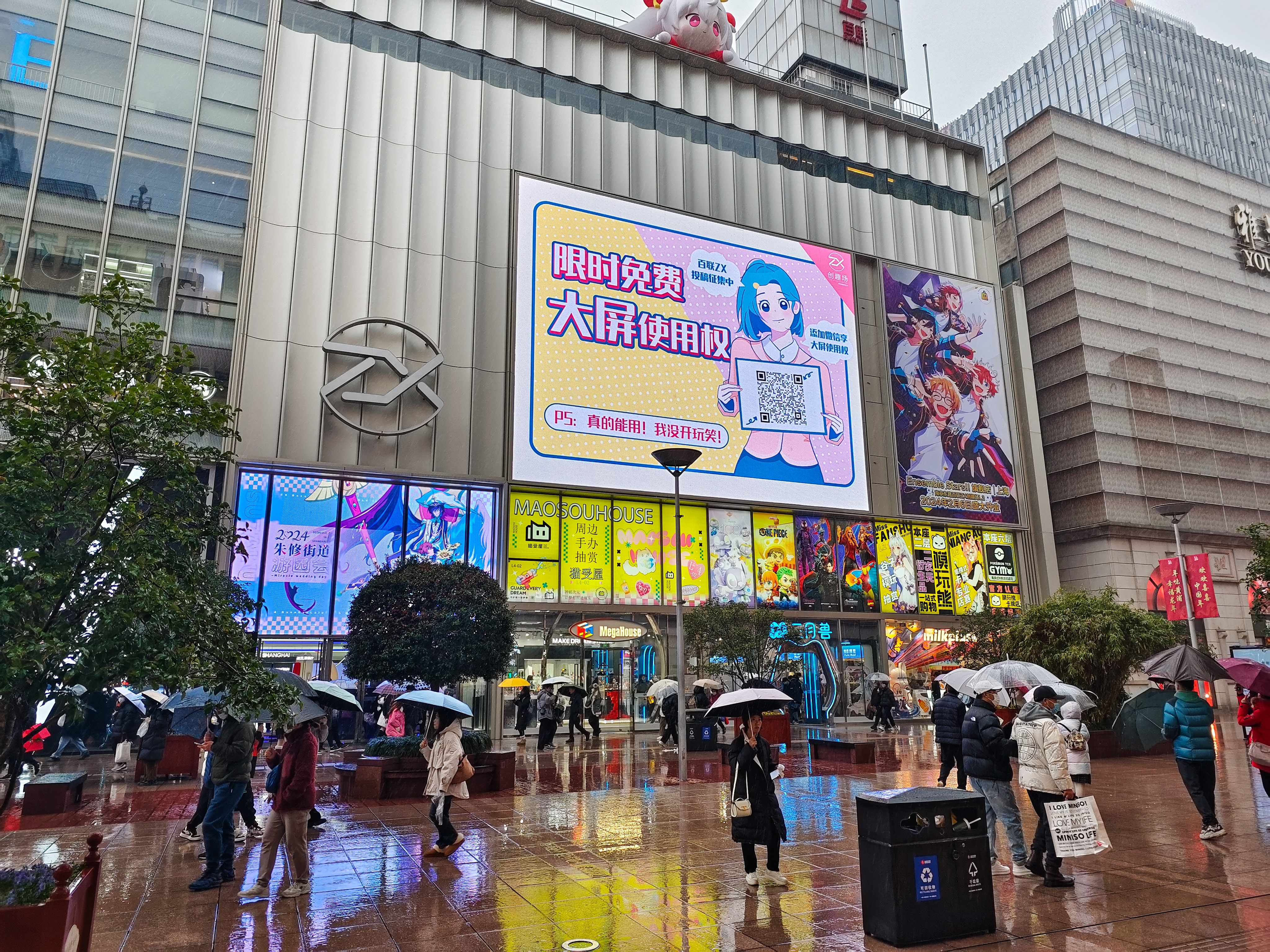
在上海南京东路上的百联ZX创趣场，由华联商厦改造而成

## 連結
- BailianGroup.cn （页面存档备份，存于）